# Pattaya
Pattaya (en tailandès: พัทยา) és una ciutat de Tailàndia. Està ubicada a la vora del Golf de Siam a la província de Chonburi.
L'àrea municipal de Pattaya té una població oficial de 104,318 habitants. Aquesta xifra però inclou només els habitants inscrits com a residents. La població flotant és potser tres o quatre vegades aquest nombre. La superfície de la ciutat és de 22.2 km².

## Turisme
Pattaya és famosa per les seves platges i la seva vida nocturna. És el centre d'una de les zones turístiques més importants de Tailàndia.
Durant la guerra del Vietnam, un dels aeroports estratègics de la Força Aèria dels Estats Units d'Amèrica estava situat a U-Tapao, a poca distància de Pattaya. Els bombarders que bombardejaven el Vietnam del Nord tenien com a base l'aeroport que es troba a la vora d'aquesta ciutat. A més d'això la zona era utilitzada com a lloc de recuperació i esplai dels soldats americans i sovint vaixells de la Marina de Guerra dels Estats Units d'Amèrica ancoraven al llarg de la costa de Pattaya. Com a altres llocs de Tailàndia, la presència de militars americans va fer proliferar bars, clubs nocturns i hotels dedicats a la prostitució.
Les facilitats orientades vers l'explotació sexual per part dels rics de les classes pobres, generalment de dones provinents de les regions més depravades de Tailàndia, continuen funcionant. Actualment, una gran part del turisme dels Estats Units, d'Europa occidental, Japó, Xina i Austràlia continua la tendència de visitar Pattaya pel turisme sexual.
Així i tot, l'ajuntament local fa grans esforços per moderar aquesta imatge de la ciutat. Actualment, Pattaya es promociona com a seu d'esdeveniments esportius i conferències internacionals, així com a destí del turisme de família, que actualment prové generalment de Rússia.

## Galeria fotogràfica

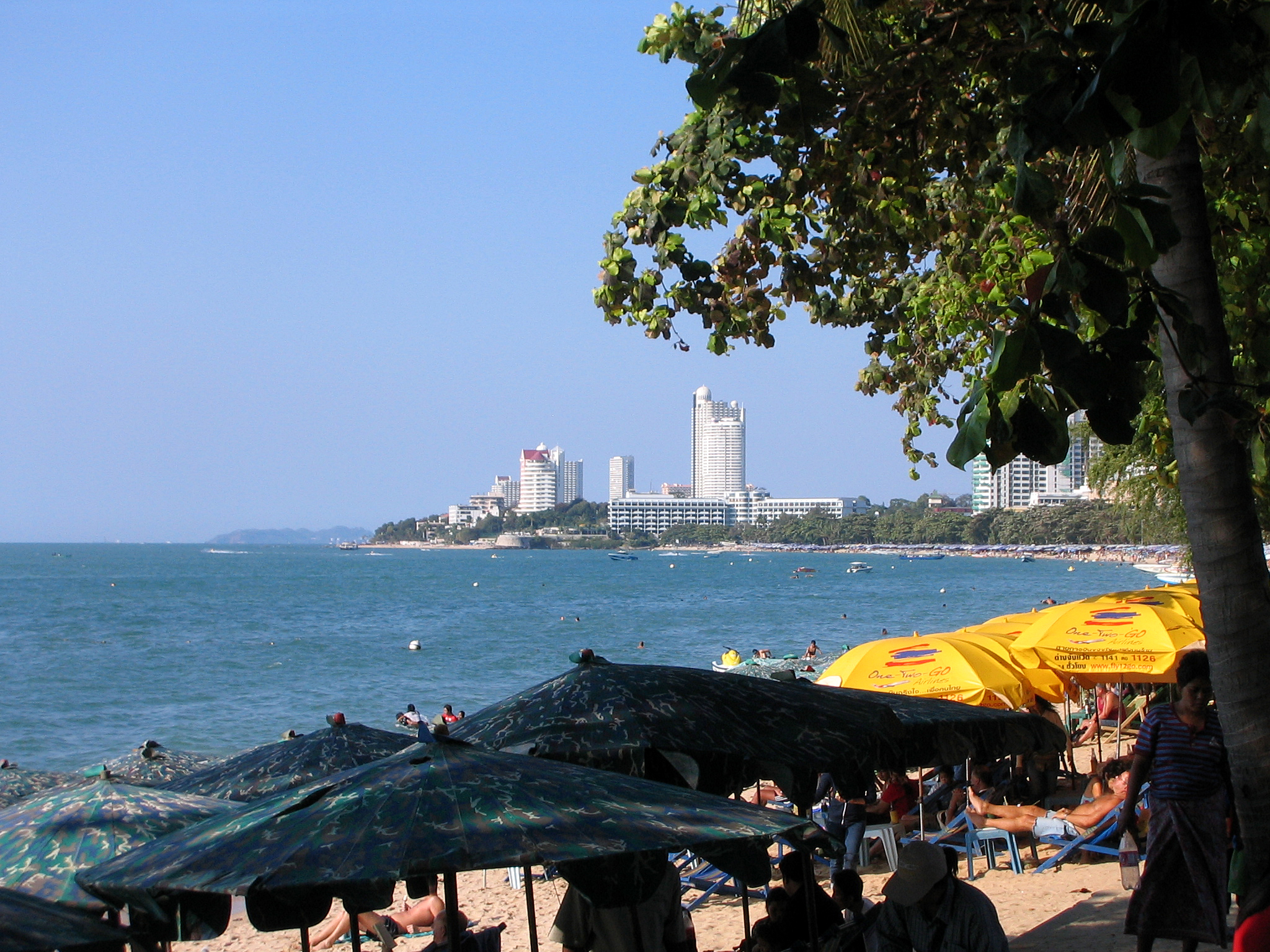
Platja central de Pattaya
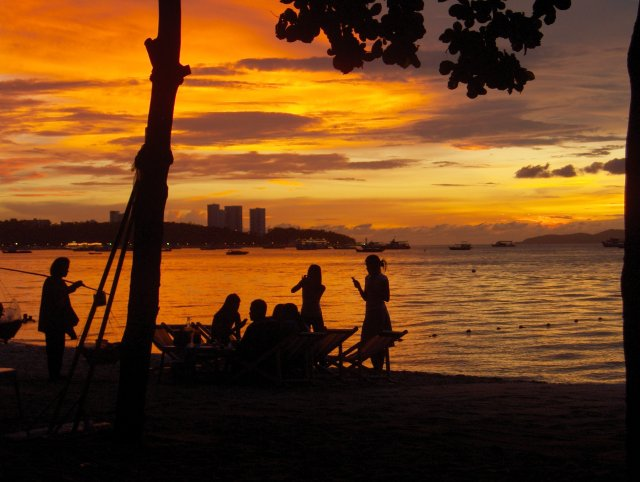
Al capvespre, el Golf de Siam davant de Pattaya pren colors sovint espectaculars
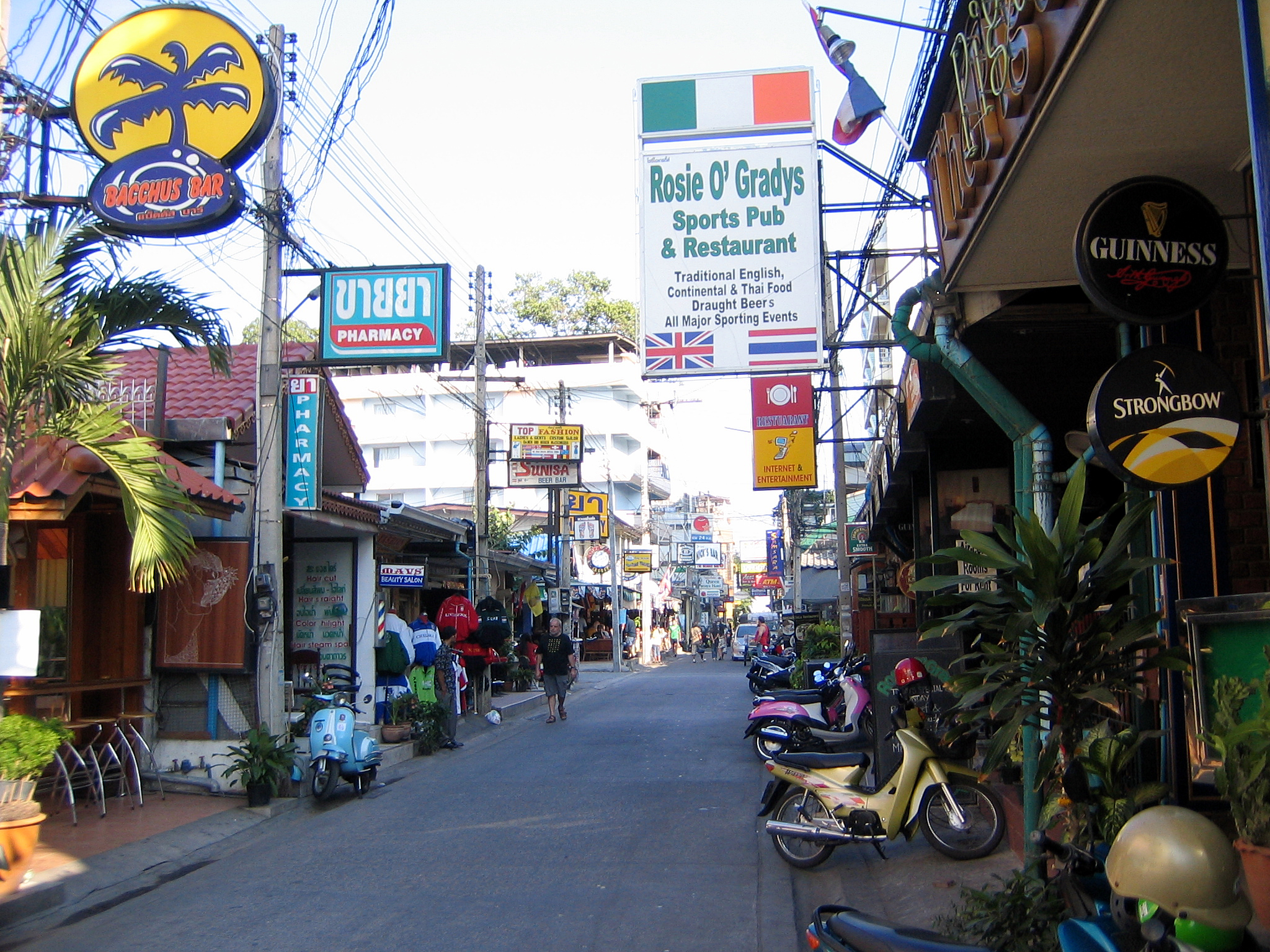
Carrer a Pattaya